# Поремби-Фурманські
Поремби-Фурманські (пол. Poręby Furmańskie) — село в Польщі, у гміні Ґрембув Тарнобжезького повіту Підкарпатського воєводства.
Населення — 381 особа (2011).
У 1975-1998 роках село належало до Тарнобжезького воєводства.

## Демографія
Демографічна структура станом на 31 березня 2011 року:
|          | Загалом | Допрацездатний вік | Працездатний вік | Постпрацездатний вік |
| -------- | ------- | ------------------ | ---------------- | -------------------- |
| Чоловіки | 194     | 52                 | 124              | 18                   |
| Жінки    | 187     | 31                 | 122              | 34                   |
| Разом    | 381     | 83                 | 246              | 52                   |